# 科丽娜·克普里奥留
科丽娜·克普里奥留（羅馬尼亞語：Corina Căprioriu，1986年7月18日—），罗马尼亚女子柔道运动员。她曾代表罗马尼亚参加2012年和2016年夏季奥林匹克运动会柔道比赛，其中2012年奥运会获得一枚银牌。